# ドレル・ストイカ
ドレル・ストイカ（Dorel Stoica,1978年12月15日- ）は、ルーマニアのサッカー選手。ポジションは守備的MF、DF。

## 来歴
ウニヴェルシタテア・クライオヴァに2005年より所属し、主将を務めた。2010年1月、サウジアラビアのアル・イティファクへ移籍し、半年間在籍。2010年6月、ルーマニアへ復帰し、ステアウア・ブカレストへ移籍。2010年8月、ウニヴェルシタテア・クライオヴァの新指揮官となったヴィクトル・ピツルカの要請に応え、再び移籍した。

### 代表
A代表では4試合に出場し、2009年3月28日のセルビア代表戦では得点を挙げた。この試合は2-3で敗戦となった。

## 所属クラブ
- Extensiv Craiova  2003-2004
- FC Caracal 2004-2005
- ウニヴェルシタテア・クライオヴァ 2005-2010
  - → アル・イテファク(loan) 2010
- ステアウア・ブカレスト 2010
- ウニヴェルシタテア・クライオヴァ 2010-2011
- ディナモ・ブカレスト 2011-2012
- CSトゥルヌ・セヴェリン 2013
- ウニヴェルシタテア・クライオヴァ 2013